# Sunday Night Football
Sunday Night Football (abreviado como SNF) es una emisión de televisión semanal estadounidense de los juegos de los domingos por la noche de la National Football League (NFL) en NBC, Universo y Peacock en los Estados Unidos. Comenzó a transmitirse el 6 de agosto de 2006, con el Pro Football Hall of Fame Game, el cual abrió la pretemporada de ese año. NBC se hizo cargo de los derechos de las transmisiones de juegos en horario estelar de los domingos de ESPN, quien hizo las transmisiones desde 1987 hasta 2005. Al mismo tiempo, ESPN comenzó a transmitir el Monday Night Football cuando se eliminó de la cadena hermana ABC. Anteriormente, NBC había emitido juegos de la American Football League (AFL), y más tarde de la American Football Conference (AFC), desde 1965 hasta 1997, cuando CBS se hizo cargo de esos derechos.
Durante la temporada 2011-12 de la televisión estadounidense, el Sunday Night Football se convirtió en el primer programa deportivo en ocupar el puesto como el programa más visto de Nielsen en las cadenas de televisión de EE. UU. durante el año, superando a American Idol, que ostentó ese honor durante ocho temporadas consecutivas a partir de 2004; Sunday Night Football repitió esta hazaña tres años seguidos, comenzando con la temporada 2013-14.
A partir de 2022, Mike Tirico se desempeña como narrador para la mayoría de las transmisiones, mientras que Al Michaels lo hace para eventos especiales. Cris Collinsworth se desempeña como comentarista, y Melissa Stark se desempeña como reportera secundaria, con Terry McAulay como experto en reglas. Tras la asunción por parte de NBC de los derechos del juego en horario estelar del domingo, Michaels, John Madden, Fred Gaudelli y Drew Esocoff, quienes desempeñaron como narrador, comentarista, productor principal y director, respectivamente, se unieron al SNF en los mismos puestos que ocuparon durante la última parte de la era ABC del Monday Night Football. Madden se retiró antes de la temporada 2009 y Collinsworth lo sucedió en ese puesto. Tirico sucedió a Michaels después del Super Bowl LVI.
Desde 2014, el canal de cable hermano Universo ha transmitido simultáneamente en español juegos selectos del SNF, después de años de intentos fallidos de transmitir los juegos en simultáneo por Telemundo. Al igual que con los otros socios de televisión de la NFL, NBC proporciona la transmisión de audio en español del juego a través de un segundo programa de audio (SAP), anteriormente señalado como "proporcionado por Telemundo" antes del cambio de marca de la división de deportes de esa entidad a Telemundo Deportes. El 1 de febrero de 2015, Universo comenzó a transmitir la temporada completa con el inicio de la temporada 2015 y emitió en simultáneo el Super Bowl XLIX, el canal que hace transmisiones simultáneas en español de juegos de la NFL y propiedades de NBC Sports. Más tarde, Telemundo empezaría a hacer transmisiones en español de juegos selectos, a partir de 2021, con un juego de la NFL Super Wild Card. Telemundo también transmitió el Super Bowl LVI en 2022.

## Programa de estudio
La transmisión de NBC comienza a las 7 p. m. Hora del Este con su programa previo al juego, que se extiende hasta el inicio (que generalmente ocurre alrededor de las 8:20 p. m., Hora del Este). El programa tiene el mismo propósito que NFL Primetime para ESPN, ofreciendo resúmenes de la acción inicial, así como una vista previa del juego por venir. El programa emana de los estudios NBC Sports en Connecticut, así como del lugar del juego. Maria Taylor, Tony Dungy, Jason Garrett, Chris Simms y Mike Florio transmiten desde el estudio mientras Jac Collinsworth y Rodney Harrison informan desde el juego. También aparecerán Tirico, Collinsworth y Stark. 
En 2021, un programa posterior al juego comenzó a transmitirse en el servicio de streaming Peacock de NBC con el nombre Peacock Sunday Night Football Final. Es presentado por Kathryn Tappen y Chris Simms.